# Sonic Foundry
Sonic Foundry是美國的多媒體套裝軟件開發公司。

## 歷史
2003年，索尼旗下的Sony Creative Software收購部分產品線。這部分產品線又於2016年被索尼售予Magix。

## 外部連結
- （英文）Sonic Foundry